# Cesare Borgia
Cesare Borgia (Róma, 1475. szeptember 13. – 1507. március 12.) Valence hercege; olasz nemes, politikus, bíboros; VI. Sándor pápa és Vannozza de Cattanei fia, a reneszánsz Itália egyik legjelentősebb politikusa és katonai zsenije.

## Élete
1475. szeptember 13-án Rodrigo Borgia spanyol bíboros a későbbi VI. Sándor pápa és Vannozza de Cattanei fiaként látta meg a napvilágot Rómában. Édestestvérei Lucrezia Borgia, Gioffre vagy Goffredo Borgia és Giovanni Borgia. Cesarének volt két féltestvére is, akiknek anyja ismeretlen: Don Pedro Luis de Borja és Girolama de Borja.
Cesare törvényes származását már ötéves korában pápai bulla mondta ki, a fiú kilencéves korára tucatnyi egyházi hivatallal büszkélkedhetett, tizenöt évesen pedig megtették Pamplona püspökének. Apja egyházi pályára szánta, így Pisában tanult jogot és teológiát, s amikor Rodrigo Borgiát 1492-ben VI. Sándor néven pápává választották, egyik első dolga volt, hogy a 18 éves fiából bíborost kreáljon. Hamarosan nyilvánvaló lett azonban, hogy Cesare nem főpapnak, hanem kényúrnak született. Rómában egyre erőszakosabb cselekedeteiről suttogtak, apja sugallatára irtóhadjáratba kezdett az elhatalmasodott főnemesi családok ellen. Amikor Giovanni nevű öccse is gyilkosság áldozata lett, bár az igazság soha nem derült ki, őt tartották a tettesnek. Jellemző a Borgiák hírére, hogy a pletyka szerint a testvérek Lucrezia nővérük kegyein vesztek össze, valószínűbb azonban, hogy Cesare féltékeny volt a fényes katonai pálya előtt álló Giovannira.
Akárhogy volt is, testvérének eltűnése megnyitotta az utat világi karrierje előtt. 1498. augusztus 17-én – az egyház történetében elsőként – lemondott bíborosi rangjáról, apja pedig megpróbálta összeházasítani IV. Frigyes nápolyi király lányával, Saroltával. Az azonban nem kért a „pap és papi fattyú” rokonságából, így a pápa Franciaországban kezdett érdeklődni.
XII. Lajos házasságának megsemmisítése fejében szövetséget ígért VI. Sándornak, aki fiát küldte a bullával a francia udvarba. Itt Cesare elnyerte a navarrai király, III. János húgának kezét (Cesare állítása szerint a házasságot a nászéjszakán nyolcszor hálták el, bár ennek ellentmond, hogy Cesare hashajtót tartalmazó ajzószert kapott, ami miatt nagy szenvedéseket élt át ezen az éjszakán, és a tényleges elhálásra később került sor) és a Valentinois hercege címet – innen ered Valentino mellékneve. (Feleségével két és fél hónapig élt csak együtt, és sem őt, sem a megszületett lányát már sosem látta, az asszony kolostorban halt meg. Született két törvénytelen gyermeke is, a lány kegyes életű apátnőként, fia gyilkosként fejezte be életét.)

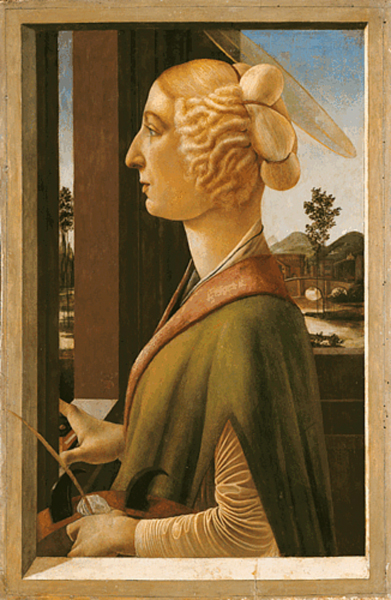
Sandro Botticelli: Caterina Sforza arcképe (1475 körül)

Apja ezután pápai és francia csapatok élén Közép-Itáliába küldte, hogy az ottani, névleg a pápának alávetett, de független városokból hozzon létre saját hercegséget. Cesare tehetséges és rátermett hadvezérnek bizonyult, s 1500 elején diadalmenetben tért vissza. A rómaiak nagy élvezetére aranyláncokban vezettette végig az utcákon az elfogott Caterina Sforza hercegnőt, népszerűsége csak nőtt, amikor a Szent Péter téren nyilvános „előadás” során öt bikával végzett.
Ugyanakkor rettegtek is tőle: egy pamflet szerzőjét a Tevere folyóba fojtatta, fegyvertelen tolvajokat lőtt agyon hidegvérrel, egy őt gúnyoló részeg nyelvét kivágatta, majd saját kezűleg szúrta le tulajdon húgának, Lucreziának politikailag kényelmetlenné vált férjét, aki éppen csak túlélte a Cesare által korábban ráküldött bérgyilkosok támadását.
Cesare 1501-ben – immár Romagna hercegeként – ismét hadba szállt, hogy fejedelemségét gyarapítsa. Ehhez az anyagi fedezetet a pápa által 1500-ra meghirdetett jubileumi évből és a kemény pénzekért árult bíborosi kinevezésekből befolyó pénz szolgáltatta. Rövid ideig katonai mérnökként alkalmazta a Milánóból a franciák által elűzött Leonardo da Vincit, s 1502–1503 fordulóján udvarában teljesített diplomáciai szolgálatot a firenzei Niccolò Machiavelli.

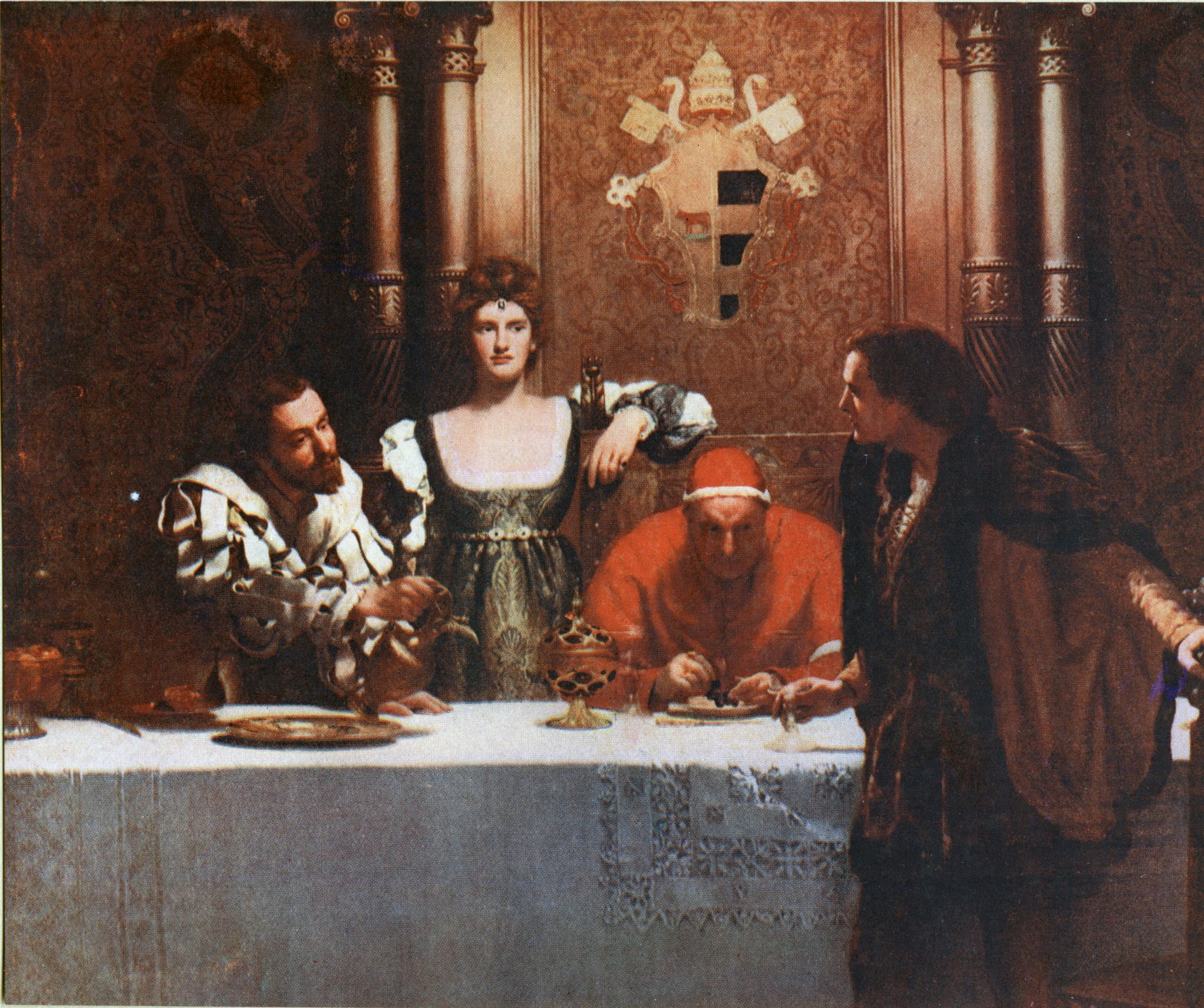
John Collier: Egy pohár bor Cesare Borgiával, (1893)

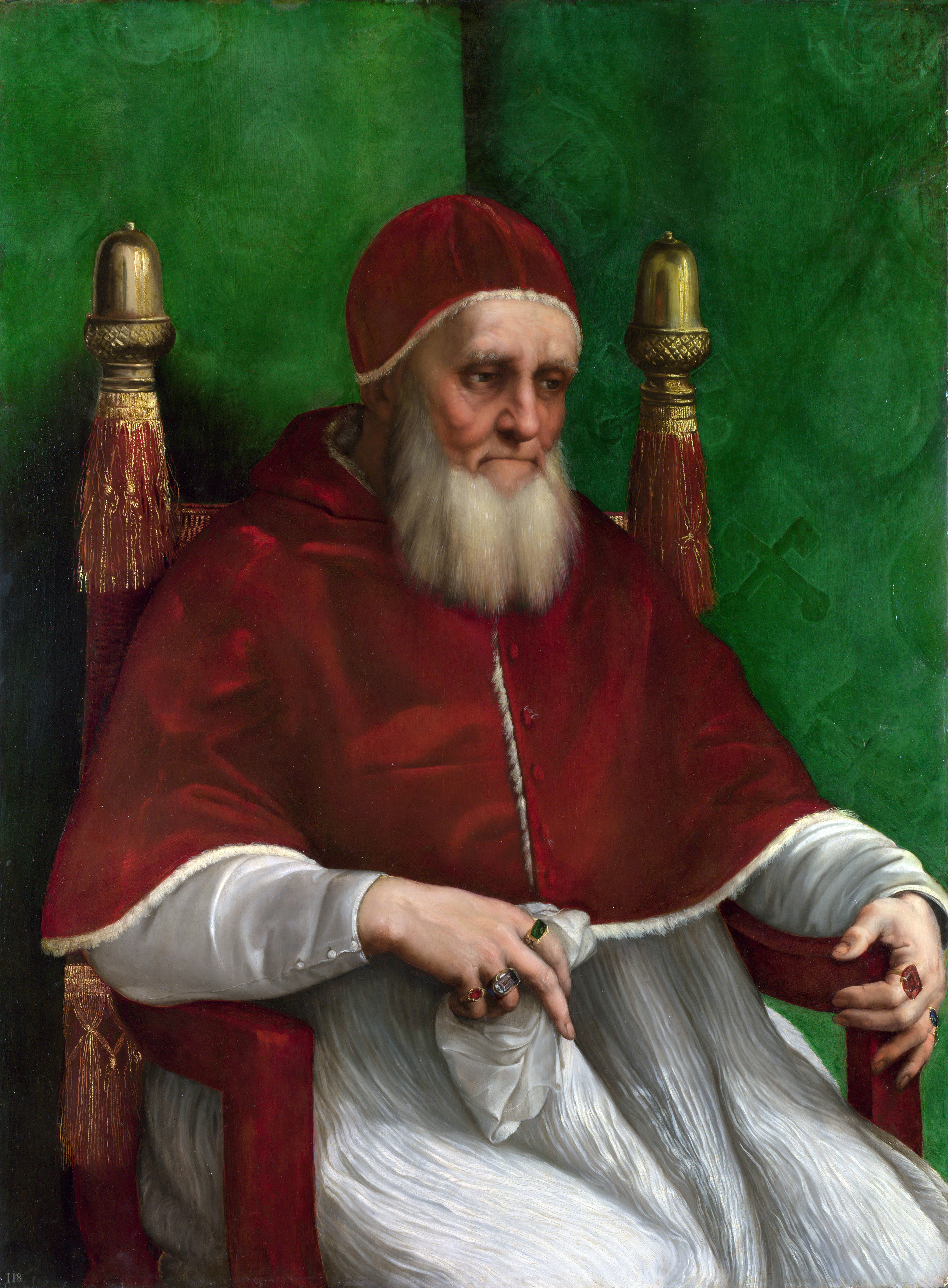
Giuliano della Rovere bíboros, a Borgia-család halálos ellenfele, később II. Gyula néven pápává választották

Karrierje 1503-ban tört meg, amikor VI. Sándor pápa és fia egyszerre betegedtek meg, s bár Cesare kilábalt a bajból, a pápa meghalt. (Halálát maláriának is tulajdonítják, de tartja magát a feltételezés, hogy mindkettejüket megmérgezték, illetve hogy tévedésből ők itták meg a mérget, amit egy bíboros vendégüknek szántak.)
A pápai trónra az év végén a Borgiák esküdt ellensége, II. Gyula pápa került, aki a politikai és anyagi támogatás híján maradt Cesarét elfogatta és lemondatta birtokairól, címeiről és tisztségeiről. Ő Nápolyba menekült, de nem sikerült szövetségest találnia, sőt „a közrend megzavarójaként” Spanyolországba vitték, ahol ismét bebörtönözték. Csak 1506-ban sikerült megszöknie, s mivel Itáliába nem térhetett vissza, sógora, a navarrai király szolgálatába szegődött.
Machiavelli 1502-ben a Cesare Borgia udvarában tapasztalt módszerek feltétlen hívévé vált, habár a Fejedelem című művében leírt ideálképet Cesare bukása után kénytelen volt revideálni. Machiavelli belátta, hogy Cesare óriási hibát követett el akkor, amikor a pápai székbe segítette apja esküdt ellenségét, Giuliano della Roverét. 
Cesare Borgia 1507. március 12-én, Viana ostroma közben halt meg. Nyugalmat halála után sem talált: először a helyi templomban temették el, de a felháborodott érsek parancsára a sírt lerombolták, csontjait az országút mellé, majd 1945-ben a templom főbejáratához helyezték át.

## Családja és gyermekei
1499. május 10-én feleségül vette III. János navarrai király húgát, Albret Saroltát (1480–1514. március 11.), az udvar legszebbnek tartott hölgyét, Candale-i Anna magyar királyné mostohaanyjának, – apjának, II. Gaston János candale-i grófnak a második felesége – Albret Izabellának a nővérét. Ez a frigy XII. Lajos francia király házasságpolitikájának a része volt, amelynek eredményeként a szövetségeseit egy-egy rokonával „jutalmazta”, hiszen Albret Sarolta a francia királyné, Bretagne-i Anna elsőfokú unokatestvérének, I. Katalin navarrai királynőnek volt a sógornője. A házassággal együtt megkapta a Lyontól délre fekvő Valence hercegségét. A házaspárnak egy gyermeke született, Louise Borgia, (1500–1553) aki először II. Louis de La Trémoille hercegnek, Burgundia kormányzójának lett a felesége, másodszor pedig Bourbon Fülöpnek, Busset urának.
Cesare emellett legalább tizenegy törvénytelen gyermeknek is az apja volt, köztük Girolamo Borgia, felesége Isabella Contessa di Carpi, és Lucrezia Borgia, aki apjának halála után Ferrarába költözött nagynénjének, Lucrezia Borgiának udvarába.